# Bitva u Mnichova Hradiště
Bitva u Mnichova Hradiště (německy: Schlacht bei Münchengrätz) byla svedena 28. června 1866 během prusko-rakouské války. Navazovala na bitvu u Podolí. Skončila vítězstvím Pruského království nad Císařstvím rakouským.